# Vicki Viidikas
Vicki Viidikas, född 25 september 1948, död 27 november 1998, var en australisk poet och författare. 
Viidikas var född och uppväxt i Sydney, Australien. Hennes mor var australisk och hennes far var estnisk. Hon hoppade av skolan i 15-årsåldern för att följa sitt intresse inom poesin. Strax därefter gick hon med i Balmaingruppen av poeter där hon lärde känna Ken Bolton, John Forbes, Martin Johnston och John Tranter. Hon reste mycket i Asien, speciellt Indien, och dessa resor influerade hennes verk.